# La mazurka di Totò
La mazurka di Totò è una canzone scritta e interpretata da Totò, anche se la musica è del compositore Cesare A. Bixio, compresa nelle fasi iniziali del film Totò le Mokò del 1949.
Totò canta la canzone impersonando un artista di strada che suona da solo tutti gli strumenti. 
Il brano è stato inserito nella raccolta Le canzoni di Totò del 2013 (Recording Arts, 2X734).